# Erebia mackinleyensis
Erebia mackinleyensis är en fjärilsart som beskrevs av Gunder 1932. Erebia mackinleyensis ingår i släktet Erebia och familjen praktfjärilar. Inga underarter finns listade i Catalogue of Life.